# Melanostoma violaceum
Melanostoma violaceum är en tvåvingeart som beskrevs av Hull 1964. Melanostoma violaceum ingår i släktet gräsblomflugor, och familjen blomflugor. Inga underarter finns listade i Catalogue of Life.